# Sōsuke Takatani
Sōsuke Takatani (japanisch 高谷 惣亮 Takatani Sōsuke; * 5. April 1989 in Kyōtango, Präfektur Kyoto) ist ein japanischer Ringer. Er wurde 2014 Vize-Weltmeister im freien Stil in der Gewichtsklasse bis 74 kg Körpergewicht.

## Werdegang
Sōsuke Takatani begann 2002 mit dem Ringen. Er konzentriert sich dabei auf den freien Stil. Der 1,78 Meter große, ca. 80 kg schwere Athlet studierte an der Takushoku-Universität in Hachiōji. Jetzt ist er Angehöriger des Sohgo Security Services in Tokio und Mitglied im Ringerclub ALSOK Wrestling Club Tokio. Seit 2012 wird er von Masanori Ohashi trainiert. Sein jüngerer Bruder Daichi Takatani ist ebenfalls ein japanischer Spitzenringer.
2005 wurde er in die japanische Junioren-Nationalmannschaft der Freistilringer aufgenommen. Seit diesem Jahr nahm er auch an internationalen Meisterschaften der Junioren und der Senioren teil. 2012 und 2016 konnte er sich für die Olympischen Spiele in London bzw. in Rio de Janeiro qualifizieren. In London schied er in der Gewichtsklasse bis 74 kg schon in der Qualifikation gegen Aschraf Alijew aus Aserbaidschan aus und belegte den 15. Platz. Bei den Olympischen Spielen in Rio de Janeiro startete er in der gleichen Gewichtsklasse und kam dort zu Siegen über Talgat Iljasow aus Australien und Selimchan Chadijew aus Frankreich. Im Viertelfinale unterlag er aber gegen Galimchan Usserbajew aus Kasachstan, womit er ausschied und auf den 6. Platz landete.
2013 war Sōsuke Takatani erstmals bei einer Weltmeisterschaft der Senioren am Start. In Budapest siegte er dabei in der Gewichtsklasse bis 74 kg über Gia Tschikladse aus der Ukraine und Akschurek Tanatarow aus Kasachstan und verlor danach gegen Aliaschgar Akbarizarinkolaei, Iran und Jakob Makaraschwili, Georgien. Er belegte damit den 7. Platz.
Den größten Erfolg in seiner Ringer-Laufbahn feierte Sōsuke Takatani bei der Weltmeisterschaft 2014 in Taschkent. Er siegte in Taschkent in der Gewichtsklasse bis 74 kg über Ramasan Kambarow, Turkmenistan, Livan Lopez Ascuy, Kuba, Murad Gaidarow, Belarus und Jumber Kwelaschwili, Georgien und unterlag erst im Finale gegen Denis Zargusch aus Russland. Er wurde damit Vize-Weltmeister.
In den folgenden Jahren gelangen ihm bei den Weltmeisterschaften keine so guten Resultate mehr. Bei der Weltmeisterschaft 2015 in Las Vegas siegte er über Francisco Daniel Soler Tanco aus Spanien und verlor gegen Aniuar Gedujew, Russland (Platz 14.), bei der Weltmeisterschaft 2017 in Paris siegte er über Grigor Grigorjan, Armenien und unterlag gegen Jordan Burroughs, Vereinigte Staaten und Ali Schabanow, Belarus (Platz 8.) und bei der Weltmeisterschaft 2018 in Budapest, bei der er erstmals in der Gewichtsklasse bis 79 kg an den Start ging, siegte er über Mihaly Nagy, Ungarn und unterlag gegen Essadollah Akbarizarinkolaei aus dem Iran (Platz 11.).
Im März 2019 stand er beim Team-Weltcup der Freistilringer in Yakutsk in der japanischen Mannschaft, die im Kampf um Platz 3 gegen die Vereinigten Staaten mit 4:6 unterlag. Er kam dabei zu Siegen über Fatih Erdin, Türkei, Yurieski Torreblanca Queralta, Kuba und Samuel Joseph Brooks, USA und verlor nur gegen Wladislaw Walijew aus Russland.
Den japanischen Meistertitel gewann Sōsuke Takatani bisher siebenmal.

## Internationale Erfolge
| Jahr | Platz | Wettbewerb                                                | Gewichtsklasse | Ergebnisse |
| ---- | ----- | --------------------------------------------------------- | -------------- | --- |
| 2005 | 5.    | Asiatische Junioren-Meisterschaft (Cadets) in Oarai/Japan | bis 63 kg      | Sieger: Uktam Tujew, Usbekistan vor Alireza Eslami, Iran |
| 2006 | 7.    | Asiatische Junioren-Meisterschaft (Cadets) in Bangkok     | bis 69 kg      | Sieger: Saeid Tavakol, Iran vor Sandeep Kumar, Indien |
| 2007 | 5.    | Junioren-WM (Juniors) in Peking                           | bis 74 kg      | nach Siegen über Dan Palinkas, Slowakei und Iman Mohammadian, Iran und Niederlagen gegen Denis Zargusch, Russland und Gocha Lomtatidse, Georgien                              |
| 2008 | 7.    | Olympia-Qualif.-Turnier in Warschau                       | bis 74 kg      | Sieger: Arsen Gitinow, Russland vor Ahmet Gulhan, Türkei |
| 2009 | 9.    | Junioren-WM (Juniors) in Ankara                           | bis 74 kg      | nach Siegen über Parviz Mammadow, Aserbaidschan und Pedro Francisco Ceballos Fuentes, Venezuela und einer Niederlage gegen Batuhan Demirci, Türkei                            |
| 2010 | 7.    | Universitäten-WM in Turin                                 | bis 74 kg      | Sieger: Iman Mohammadian vor Ibrahim Yusubow, Aserbaidschan |
| 2011 | 10.   | "Dan-Kolow" & "Nikola-Petrow"-Memorial in Burgas          | bis 74 kg      | Sieger: Agil Gulijew, Aserbaidschan vor Kiril Tersijew, Bulgarien |
| 2012 | 4.    | "Dave-Schultz"-Memorial in Colorado Springs               | bis 74 kg      | hinter Jordan Burroughs, Trent Paulson und Tylor Caldwell, alle USA |
| 2012 | 2.    | Olympia-Qualif.-Turnier in Astana                         | bis 74 kg      | nach Siegen über Lee Yun-seok, Südkorea und Gombodorj Dorjvaanching, Mongolei und einer Niederlage gegen Raschid Kurbanow, Usbekistan                                         |
| 2012 | 4.    | Welt-Cup in Baku                                          | bis 74 kg      | hinter Jordan Burroughs, Aschraf Alijew, Aserbaidschan und Sadegh Goudarzi, Iran                                                                                              |
| 2012 | 15.   | OS in London                                              | bis 74 kg      | nach einer Niederlage gegen Aschraf Alijew |
| 2013 | 16.   | "Iwan-Yarigin"-Grand-Prix in Krasnojarsk                  | bis 74 kg      | Sieger: Aniuar Gedujew vor Saba Chubeschti, beide Russland |
| 2013 | 11.   | Welt-Cup in Teheran                                       | bis 74 kg      | Sieger: Jordan Burroughs vor Jakob Makaraschwili, Georgien |
| 2013 | 7.    | WM in Budapest                                            | bis 74 kg      | nach Siegen über Gia Tschikladse, Ukraine und Akschurek Tanatarow, Kasachstan und Niederlagen gegen Aliaschgar Akbarizarinkolaei, Iran und Jakob Makaraschwili                |
| 2014 | 16.   | "Takhti"-Cup in Teheran                                   | bis 74 kg      | Sieger: Reza Alireza Afzali Paemani vor Iman Mohammadian, beide Iran |
| 2014 | 9.    | "Yasar-Dogu"-Memorial in Istanbul                         | bis 74 kg      | Sieger: Nicholas Marable, USA vor Morteza Rezaei, Iran und Jordan Burroughs                                                                                                   |
| 2014 | 2.    | WM in Taschkent                                           | bis 74 kg      | nach Siegen über Ramasan Kambarow, Turkmenistan, Livan Lopez Ascuy, Kuba, Murad Gaidarow, Belarus und Jumber Kwelaschwili, Georgien und einer Niederlage gegen Denis Zargusch |
| 2015 | 2.    | "Wacław-Ziółkowski"-Memorial in Warschau                  | bis 74 kg      | hinter Alireza Ghasemi, Iran, vor Georg Harth, Deutschland und Morteza Rezaei                                                                                                 |
| 2015 | 14.   | WM in Las Vegas                                           | bis 74 kg      | nach einem Sieg über Francisco Soler Tanco, Spanien und einer Niederlage gegen Aniuar Gedujew, Russland                                                                       |
| 2016 | 2.    | Olympia-Qualif.-Turnier in Astana                         | bis 74 kg      | hinter Galimchan Usserbajew, Kasachstan, vor Raschid Kurbanow und Asamat Sufijew, Tadschikistan                                                                               |
| 2016 | 1.    | Macedonia Pearl in Skopje                                 | bis 86 kg      | vor Rene Matejew und Michal Duba, beide Slowakei |
| 2016 | 7.    | OS in Rio de Janeiro                                      | bis 74 kg      | nach Siegen über Talgat Iljasow, Australien und Selimchan Chadijew, Frankreich und einer Niederlage gegen Galimchan Usserbajew                                                |
| 2017 | 6.    | "Iwan-Yarigin"-Grand-Prix in Krasnojarsk                  | bis 74 kg      | Sieger: Achmed Gadschimagomedow vor Azamas Sanakojew und Radik Walijew, alle Russland                                                                                         |
| 2017 | 8.    | WM in Paris                                               | bis 74 kg      | nach einem Sieg über Grigor Grigorjan, Armenien und Niederlagen gegen Jordan Burroughs und Ali Schabanow, Belarus                                                             |
| 2018 | 11.   | WM in Budapest                                            | bis 79 kg      | nach einem Sieg über Mihaly Nagy, Ungarn und einer Niederlage gegen Essadollah Akbarizarinkolaei, Iran                                                                        |

## Erfolge bei nationalen Wettkämpfen
| Jahr | Platz | Wettbewerb                         | Gewichtsklasse | Ergebnisse                                                        |
| ---- | ----- | ---------------------------------- | -------------- | ----------------------------------------------------------------- |
| 2007 | 2.    | Japanische Meisterschaft           | bis 74 kg      | hinter Kazuyuki Nagashima, vor Aosuke Kato und Masakiho Nagashima |
| 2010 | 3.    | Japanische Meisterschaft           | bis 74 kg      | hinter Kazuyuki Nagashima und Takayuki Suzuki                     |
| 2011 | 1.    | Japanische Studenten-Meisterschaft | bis 74 kg      | vor Kohei Kitamura, Ken Karamushizawa und Kimitoshi Hasegawa      |
| 2011 | 1.    | Japanische Meisterschaft           | bis 74 kg      | vor Takafumi Kojima, Futoshi Yokoyama und Takaki Yamana           |
| 2012 | 1.    | Japanische Meisterschaft           | bis 74 kg      | vor Kohei Kitamura, Daisuke Shimada und Ryoichi Yamanaka          |
| 2013 | 1.    | Meiji-Cup in Tokio                 | bis 74 kg      | vor Daisuke Shimada, Ryoichi Yamanaka und Kohei Kitamura          |
| 2013 | 1.    | Japanische Meisterschaft           | bis 74 kg      | vor Ryoichi Yamanaka, Daisuke Shimada und Manabu Kamata           |
| 2014 | 1.    | Meiji-Cup in Tokio                 | bis 74 kg      | vor Daisuke Shzimada, Kohei Kitamura und Ryoichi Yamanaka         |
| 2014 | 1.    | Japanische Meisterschaft           | bis 74 kg      | vor Daisuke Shimada, Tsukasa Asai und Ken Hosaka                  |
| 2015 | 1.    | Meiji-Cup in Tokio                 | bis 74 kg      | vor Daisuke Shimada, Tsubasa Asai und Ken Hosaka                  |
| 2015 | 1.    | Japanische Meisterschaft           | bis 74 kg      | vor Daisuke Shimada, Kohei Kitamura und Ken Hosaka                |
| 2016 | 1.    | Japanische Meisterschaft           | bis 74 kg      | vor Jaijiro Yamasaki                                              |
| 2017 | 1.    | Japanische Meisterschaft           | bis 74 kg      | vor Tsubasa Asai, Yuta Abe und Hayato Ishiguro                    |
| 2018 | 1.    | Meiji-Cup in Tokio                 | bis 79 kg      | vor Yajyuro Tamasaki, Hayato Ishiguro und Yuta Abe                |
| 2018 | 1.    | Japanische Meisterschaft           | bis 86 kg      | vor Shota Schirai, Hayato Ishiguro und Masao Matsusaka            |
| 2019 | 1.    | Meiji-Cup in Tokio                 | bis 86 kg      | vor Masao Matsusaka, Hayato Ishiguro und Yuya Nichikido           |

Erläuterungen
- alle Wettkämpfe im freien Stil
- OS = Olympische Spiele, WM = Weltmeisterschaft